# Methanosarcina fenazin hidrogenaza
Methanosarcina fenazin hidrogenaza (EC 1.12.98.3, metanofenazinska hidrogenaza, metilviologen-redukujuća hidrogenaza) je enzim sa sistematskim imenom vodonik:2-(2,3-dihidropentapreniloksi)fenazin oksidoreduktaza. Ovaj enzim katalizuje sledeću hemijsku reakciju
2 + 2-(2,3-dihidropentapreniloksi)fenazin {\displaystyle \rightleftharpoons } 2-dihidropentapreniloksifenazin
Ovaj enzim sadrži nikal, gvožđe-sumporne klustere i citohrom b. Enzim iz nekih izvora sadrži selenocistein.

## Literatura
- Nicholas C. Price; Lewis Stevens (1999). Fundamentals of Enzymology: The Cell and Molecular Biology of Catalytic Proteins (Third изд.). USA: Oxford University Press. ISBN 019850229X.
- Eric J. Toone (2006). Advances in Enzymology and Related Areas of Molecular Biology, Protein Evolution (Volume 75 изд.). Wiley-Interscience. ISBN 0471205036.
- Branden C; Tooze J. Introduction to Protein Structure. New York, NY: Garland Publishing. ISBN 0-8153-2305-0.
- Irwin H. Segel. Enzyme Kinetics: Behavior and Analysis of Rapid Equilibrium and Steady-State Enzyme Systems (Book 44 изд.). Wiley Classics Library. ISBN 0471303097.

## Spoljašnje veze
- Methanosarcina-phenazine+hydrogenase на 